# Eduardo Hernández-Sonseca
Eduardo Hernández-Sonseca Lorenzo (Aranjuez, Madrid, 21 de junio de 1983) es un exjugador de baloncesto y director deportivo español, que actualmente ejerce como jefe de cantera del FC Cartagena Baloncesto de la Liga LEB Oro. Con 2,12 m de altura, jugaba en la posición de pívot. Fue internacional con la selección júnior y absoluta de España.
Se formó en la cantera del Real Madrid, debutando en el primer equipo el 14 de abril de 2001 frente al FC Barcelona, partido que cayó del lado madridista por 89-77.

## Biografía

### Como jugador
Nacido en Madrid[cita requerida] el 21 de junio de 1983, en 2001 pasó a la disciplina del primer equipo del Real Madrid, donde nunca logró un hueco importante en el equipo durante las tres temporadas que militó en el mismo. Con el equipo blanco fue subcampeón de la copa ULEB en la temporada 2003-04, al ser derrotado por el Happoel de Jerusalén por 72-83, en la ciudad belga de Charleroi.
En 2004 se marcha cedido al Gran Canaria Grupo Dunas, donde jugó una temporada (2006) en la que consiguieron la clasificación para los play-off por el título.
En el verano de 2005 volvió al Real Madrid donde jugó otras dos temporadas proclamándose campeón de la liga ACB 2006-07 y de la Copa ULEB 2007, y subcampeón de la Copa del Rey 2007.
En la temporada 2007-08 ficha por DKV Joventut, con el que gana la Copa del Rey y la Copa ULEB, siendo parte importante del equipo y superando ampliamente todas las estadísticas promediadas hasta entonces. Su buena temporada provoca que reciba ofertas de diferentes clubes de cara al campaña 2008-2009, pero finalmente renueva por el conjunto badalonés.
Tras promediar en su última temporada en Badalona 5,9 puntos y 4,4 rebotes por partido a finales de julio de 2010 se confirma su fichaje por el Bizkaia Bilbao Basket después de que el Joventut desistiese de ejercer el derecho de tanteo que tenía sobre él.
En 2011 el pívot madrileño no supera el reconocimiento médico, en el que se le detectó una lesión de tobillo, que le impide firmar por Blancos de Rueda Valladolid. Así lo anuncia el club pucelano en su página web, donde se indica que el jugador sufre una lesión en el tobillo derecho por la cual no ha podido superar el reconocimiento médico previo a la firma del contrato. De esta manera y bajo la recomendación del equipo médico del equipo vallisoletano. Tras operarse de la lesión volvió a las canchas jugando con el equipo que le fichó en la temporada el Blancos de Rueda Valladolid.

#### Selección nacional
Eduardo Hernández Sonseca debutó con la selección española el 23 de noviembre de 2002 en Arganda del Rey (Madrid), en un partido de la fase de clasificación del Eurobasket de 2003, que finalizó con victoria del conjunto español por 87-43 frente a Dinamarca. Hernández Sonseca anotó aquel día 17 puntos y capturó 9 rebotes, siendo el récord de anotación para un debutante en la selección.
Participó en la preparación de la selección española para el campeonato mundial de baloncesto de 2006 en Japón.

### Como director deportivo
El 13 de junio de 2023, se convierte en jefe de la cantera del FC Cartagena Baloncesto de la Liga LEB Plata.

## Clubes

### Como jugador

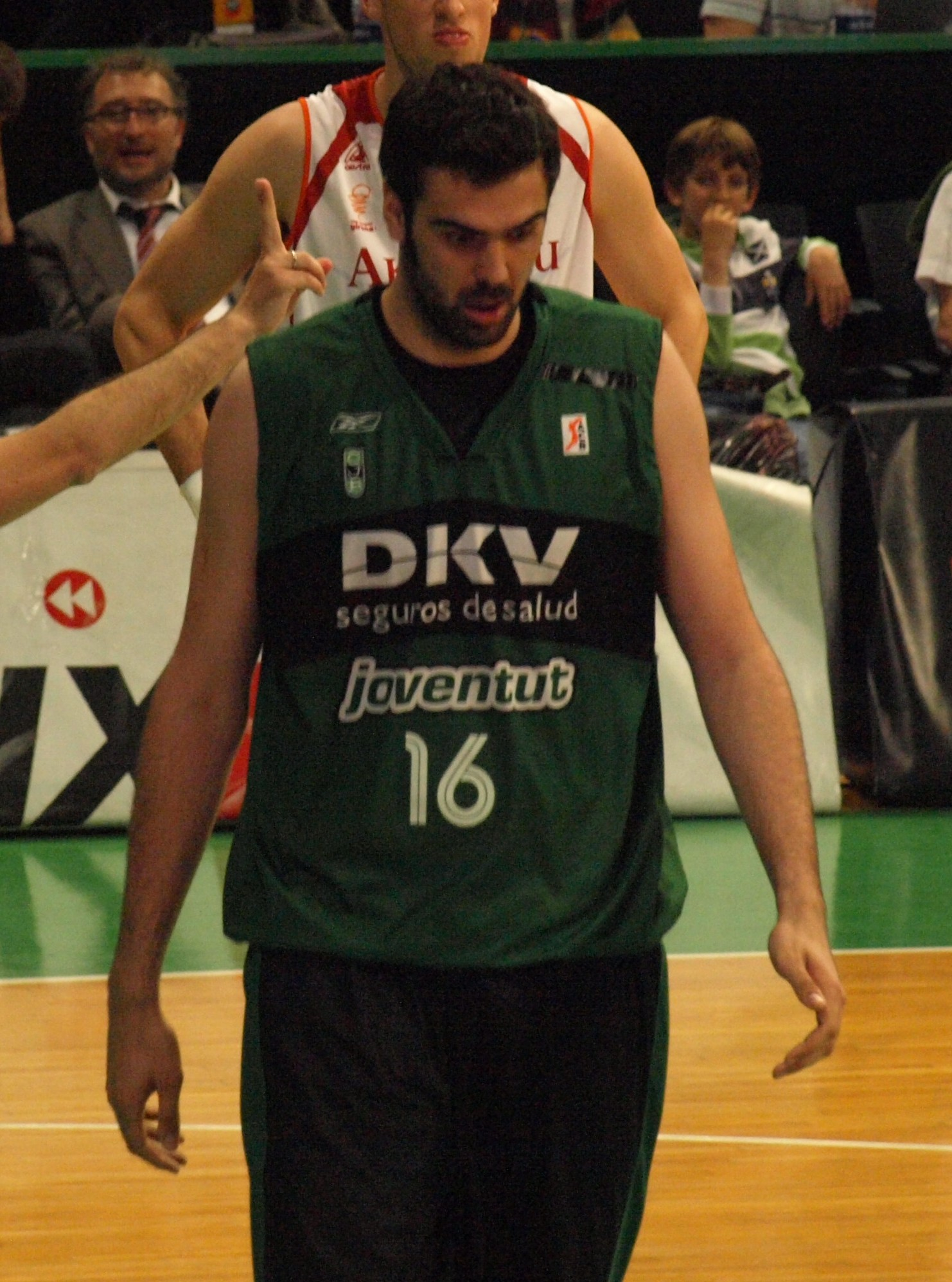
Edu con la camiseta del DKV Joventut durante la disputa del partido de los cuartos de final de los play-offs de la liga ACB 2007-08 en el Pabellón Olímpico de Badalona.

- Real Madrid Categorías Inferiores.
- Real Madrid Junior: 1999-2000.
- Real Madrid B - (EBA): 2000-2002.
- Real Madrid - (ACB): 2001-2004.
- CB Gran Canaria - (ACB): 2004-2005.
- Real Madrid - (ACB): 2005-2007.
- Joventut de Badalona - (ACB): 2007-2010.
- Bizkaia Bilbao Basket - (ACB): 2010-2011.
- Club Baloncesto Valladolid - (ACB): 2011-2012.
- Saski Baskonia - (ACB): 2012
- Club Basquet Coruña - (LEB Oro): 2013
- Afra Khalij Fars: 2013
- Malabo Kings: 2013
- Kangoeroes Willebroek: 2014
- Basket Navarra Club - (LEB Oro): 2014
- Bucaneros de La Guaira: 2014-2015
- Club Melilla Baloncesto - (LEB Oro): 2015-2016
- Oviedo Club Baloncesto - (LEB Oro): 2016-2017
- Club Basquet Coruña - (LEB Oro): 2017-2018
- Basket Navarra Club - (LEB Plata): 2018-2020

### Como director deportivo
- FC Cartagena Baloncesto - (LEB Plata): 2023-actualidad

## Títulos

### Campeonatos nacionales
- Campeón de la Liga ACB con el Real Madrid 2006-2007.
- Campeón de la Copa ULEB con el Real Madrid 2006-2007.
- Subcampeón de la Copa ULEB con el Real Madrid 2003-2004.
- Campeón de la Copa del Rey con el DKV Joventut 2007-2008.
- Campeón de la Copa ULEB con el DKV Joventut 2007-2008.
- Campeón de la Copa de la princesa de Asturias con el Oviedo Club Baloncesto 2016-2017
- Campeón de la Liga Local Ciudad de La Unión con el INGECOM Basket Radio Bar 2025